# Olof Celsius den yngre

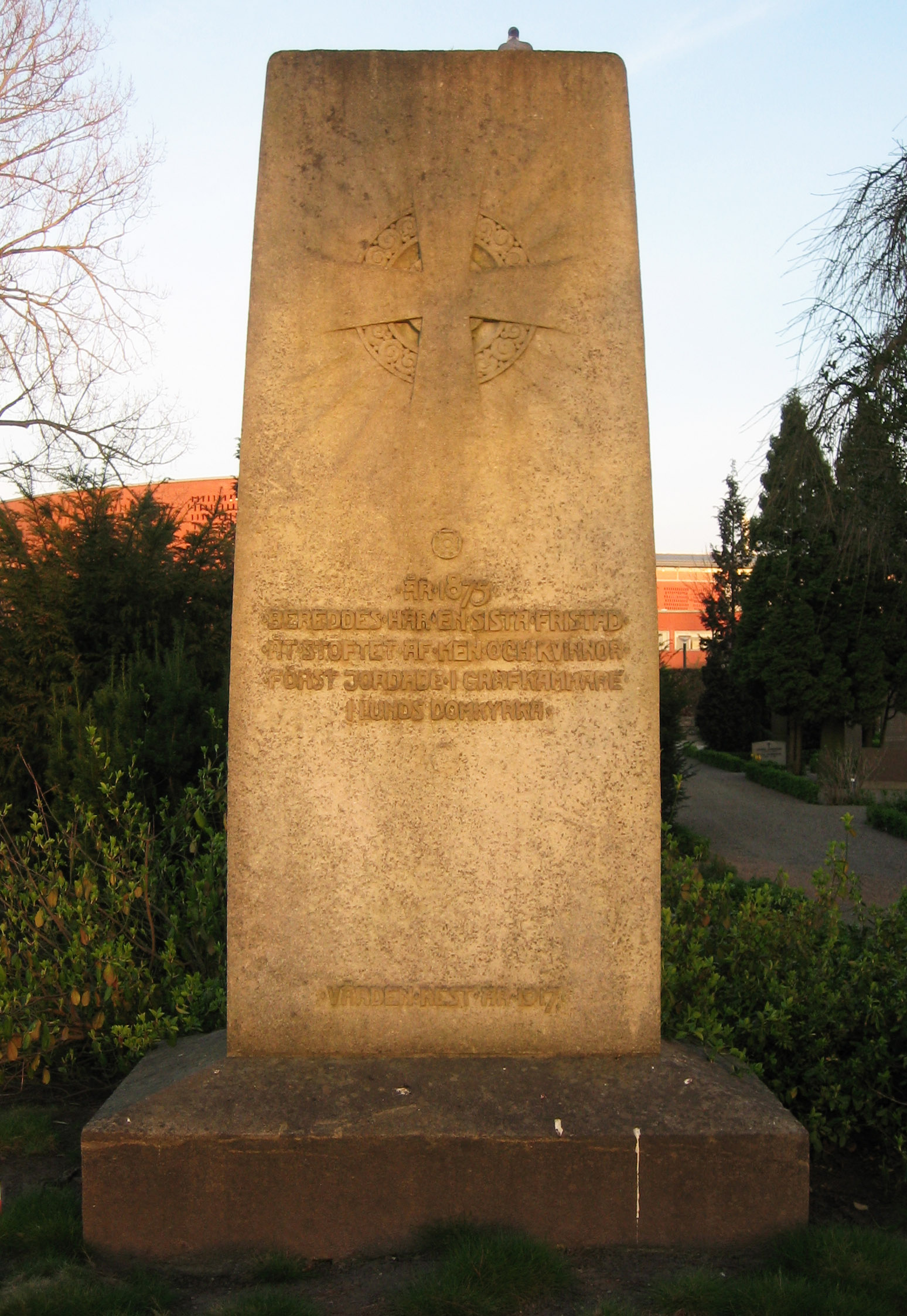
Celsius stoft ligger i denna massgrav på Norra kyrkogården i Lund.

Olof Celsius den yngre, född 15 december 1716, död 15 februari 1794, var en svensk ämbetsman, kyrkoman, politiker och historiker. Han var professor i historia vid Uppsala universitet från 1747, biskop i Lunds stift 1777 och ledamot av Svenska Akademien från 1786. Han var son till Olof Celsius den äldre och kusin till Anders Celsius.

## Biografi
Celsius blev 1740 filosofie magister, 1742 docent i lärdomshistoria, 1744 vice bibliotekarie och 1747 professor i historia vid Uppsala universitet. Sedan han låtit prästviga sig, utnämndes han 1752 till teologie doktor. År 1753 kallades han till kyrkoherde i Kungsholmens och 1760 i Jakobs och Johannes församling i Stockholm. År 1774 blev han kyrkoherde i Storkyrkoförsamlingen och befordrades 1777 till biskop i Lund. År 1756 blev han adlad. Hans barn antog namnet von Celse. 
Celsius var en flitig författare. Hans ungdomstragedi Ingeborg författades redan under studentåren (1737), och är intressant som ett av de första fransk-klassiska dramerna i Sverige. 1738 gjorde han ett försök att ge Olof von Dalins veckotidskrift Argus en efterföljare, och utgav Thet swenska nitet. Försöket misslyckades men Celsius blev den förste att införa litteraturkritik i sin tidning. Som ledamot av Uppsala vetenskapssocietet publicerade han även många historiska artiklar i den av honom själv från 1742 utgivna Tidningar om the lärdas arbeten. En stor hjältedikt, Gustaf Vasa (1774), är mindre lyckad, och detsamma gäller några psalmer och översättningar av alexandriner från klassiska författare. Som talare hade Celsius stort anseende, vare sig det gällde akademisk vältalighet eller politik. 1745 gav han ut Bibliothecæ upsaliensis historia, som i mycket var ett hastverk, men länge förblev det enda arbetet i sitt slag.
Celsius litterära och vetenskapliga verksamhet ägnades dock främst åt historiska verk. Han tillhör 1700-talets viktigaste svenska historiker. Mest känd är hans Konung Gustaf I:s historia (1746–53), som trycktes i tre upplagor. 1774 utgavs Konung Erik XIV:s historia. Båda dessa arbeten är välskrivna, men de saknar genomarbetad källforskning. På ständernas uppdrag gav Celsius 1767 ut början till Svea rikes kyrkohistoria, som dock inte går längre än till Ansgars död, 865. Celsius författarverksamhet uppskattades så pass mycket att han valdes till medlem av Svenska akademien när den instiftandes 1786. Redan 1746 hade invalts som ledamot nummer 103 av Kungliga Vetenskapsakademien, där även hans far var ledamot. Han var preses i Samfundet Pro Fide et Christianismo 1776–77.
Han utnämndes av Gustav III till en av kronprins Gustav Adolfs faddrar vid dennes dop den 10 november 1778 och fick vid drottningens kyrktagning den 27 december 1778 mottaga Gustav III:s faddertecken. Den 15 januari 1788 blev Olof Celsius  hedersledamot av Kungliga Vitterhets Historie och Antikvitets Akademien.

### Politisk gärning
Även i politiken spelade Celsius en betydande roll på grund av sin talarförmåga, sin självständighet och sitt personliga anseende. Han tillhörde i början det yngre mösspartiet och var vid riksdagen 1760–1762 en av partiets ledare. Han ogillade dock mössväldets överdrifter, och under frihetstidens två sista riksdagar anslöt han sig till de förenade hov- och hattpartierna. 1771 blev han utröstad ur prästeståndet av mössorna med motiveringen att Stockholms konsistorium valt för många representanter. Även under den gustavianska tiden var Celsius en av prästeståndets mest betydande män och var vid riksdagarna 1778–1779 och 1786 ledare för den moderata oppositionen inom ståndet.

## Familj
Celsius var son till Olof Celsius den äldre och kusin till Anders Celsius. En av Celsius döttrar var gift med biskopen i Skara, Thure Weidman, vilkas barn 1805 adlades och adopterades under farbroderns Olof Elias Lagerheim namn Lagerheim. Celsius gravsattes i Lunds domkyrka, men stoftet flyttades 1875 till Norra kyrkogården i Lund.